# مقبس پي
مقبس پي (بالإنجليزية: Socket P) ويعرف أيضا باسم (mPGA478MN) وهو مقبس تم إنتاجه من قبل شركة إنتل والتي أتلقته في 9 مايو 2007 ليخلف مقبس أم في سلسلة وحدات إنتل من نوع كور 2, وهو يستخدم سرعة نقل 200 هرتز نقل رباعي 800 MT/s وهرتز 266 نقل رباعي 1066 MT/s الأسرع من مقبس أم، وباستطاعة الحاسوب إبطاؤه ليصل إلى 100 هرتز نقل رباعي 400 MT/s لتوفير الطاقة الكهربائية. وعلى الرغم من أنه يحوي نفس عدد الإبر مثل مقبس 478 ومقبس أم فإنهم لا يتوافقوا في ترتيبها، وبذلك يمنع استخدام أي وحدة معالج مركزية التابعة لمقبس من هذه المقابس أن تستخدم مقبسا آخر منهم.